# Saint-Jean-des-Mauvrets
Saint-Jean-des-Mauvrets is een plaats en voormalige gemeente in het Franse departement Maine-et-Loire in de regio Pays de la Loire en telt 1450 inwoners (1999).

## Geschiedenis
Op 15 december 2016 fuseerde Juigné-sur-Loire en Saint-Jean-des-Mauvrets tot de huidige gemeente Les Garennes sur Loire. Deze gemeente maakt deel uit van het kanton Les Ponts-de-Cé en het arrondissement Angers.

## Geografie
De oppervlakte van Saint-Jean-des-Mauvrets bedraagt 12,7 km², de bevolkingsdichtheid is 114,2 inwoners per km².
De onderstaande kaart toont de ligging van Saint-Jean-des-Mauvrets met de belangrijkste infrastructuur en aangrenzende gemeenten.

## Demografie
Onderstaande figuur toont het verloop van het inwonertal.